# (58196) Ashleyess
(58196) Ashleyess est un astéroïde de la ceinture principale.

## Description
(58196) Ashleyess est un astéroïde de la ceinture principale. Il fut découvert le 10 mars 1992 à Siding Spring par Duncan I. Steel. Il présente une orbite caractérisée par un demi-grand axe de 2,58 UA, une excentricité de 0,26 et une inclinaison de 26,1° par rapport à l'écliptique.

## Compléments